# دینینگتون سنت جونز
latitudeدینینگتون سنت جونزlongitudeدینینگتون سنت جونز
دینینگتون سنت جونز (به انگلیسی: Dinnington) یک شهرک در بریتانیا است که در انگلستان واقع شده‌است.

## خصوصیات
دینینگتون سنت جونز ۹٬۱۶۱ نفر جمعیت دارد.